# Scandbook
Scandbook (ibland marknadsfört som ScandBook) är ett svenskt tryckeri grundat 1982. Verksamheten inleddes 1918 som tryckeridelen hos B. Wahlströms bokförlag. Scandbook har verksamhet i Falun samt efter sammanslagning med konkurrenten Print IT också i Klaipėda i Litauen.

## Historia
Scandbook har sina rötter i Wahlströms bokförlag, som grundades i Stockholm 1911. Vid en expansion sju år senare startade man både tryckeri och bokbinderi. 1958 separerade bokförlaget produktionsdelen, vilken togs över av det separata bolaget B. Wahlströms Bokindustri. Produktionslokalerna var då utspridda på olika ställen i Stockholmsområdet, vilket försvårade för den växande verksamheten. 1967 flyttade man så tryckeriet till Falun.
Under 1970-talet sköttes tryckeriverksamheten bland annat via en automatiserad tryckmaskin benämnd Book-o-Matic, som på ett år tillverkade 12–14 miljoner böcker. Processen använde sig av datorer i produktionen, vilket var nytt för sin tid. Under 1970-talet var bolaget en av de två stora i Sverige (vid sidan av Wennerbergs) på utgivning och tryck av populärpocket.
1982 skedde nästa omorganisation, då B. Wahlströms Bokindustri blev dotterbolag till J. A. Lindblads Bokförlag (senare Förlagssystem AB). Man bytte samtidigt namn till Scandbook. Tankarna med förändringarna var även att man även skulle syssla med tryckproduktioner för andra förlag. Fem år senare sålde Wahlströms sitt tryckeribolag till norska Aktietrykkeriet, baserat i Trondheim. De fortsatte att driva verksamheten fram till 2002, då danska tryckerikoncernen Nørhaven tog över verksamheten. Samma år köpte svenska Scandbook ett tryckeri i Smedjebacken, vilket sedan dess innebar produktion i båda orterna.
Hösten 2006 skedde en ny ägarförändring, och det Stockholmsbaserade riskkapitalbolaget Accent Equity tog över verksamheten; Scandbook blev då återigen en konkurrent till bland annat danska Nørhaven. Tre år senare invigdes en ny fabrik i Falun enkom för tryckeri av pocketböcker. Då hade tryckeriverksamheten cirka 140 anställda, med ytterligare 60 säsongsarbetare under högsäsong. 2009 hade man tryckkapacitet för totalt cirka 45 miljoner pocketar och inbundna böcker. År 2008 var omsättningen i bolaget 213 miljoner kronor.
År 2015 slogs Scandbook samman med det litauiska tryckeribolaget Print IT med bas i Klaipėda. Det har sedan dess inneburit tryckeriverksamhet i båda länderna.